# Pura Salceda Carballeda
Pura Salceda Carballeda, nascuda a Ciutat de Méxic el 24 d'agost de 1961, és una escriptora en galllec, castellà i català.

## Biografia
Filla d'emigrants gallecs, des dels tres anys viu a Barcelona. És llicenciada en Filologia hispánica per la Universitat de Barcelona i doctora en Filologia romànica per la mateixa universidat amb la tesi "Narrativa e dramática na revista “Nós” (1920-1935)" (2000). Ha estat Secretària general de l'Associació Col·legial d'Escriptors de Catalunya (ACEC) de 2010 a 2017. També és membre de l'AELC (Associació d'Escriptors en Llengua Catalana) i de l'AELG (Asociación de Escritoras e Escritores en Lingua Galega). Ha estat professora dels cursos de Llengua i cultura gallegues a Catalunya, patrocinats per la Xunta de Galícia, en diversos centres gallecs de Catalunya i a la Universitat de Barcelona. El 2006 va començar a editar el bloc “Sintagma in Blue”.
Ha publicat poemes en diverses revistes literàries d'Espanya i Amèrica; i en diferents antologies: La voz y la escritura (2006), Mujeres Poetas en el País de las Nubes (2007), El Laberinto de Ariadna (2008), México España desde la pasión (2009), Trato preferente. Voces esenciales de la poesía actual en español (2010), Poetas con Rosalía V (2010), Cançons de Bressol (2011), Tardes del Laberinto (2011), Guía Viva de Ortodoxos y Heterodoxos en la poesía gallega contemporánea (2012), Los mejores poemas de amor (2013), Anuario de poesía de San Diego. Marca Frontera / San Diego Poetry Annual. Border Mark (2014), ErotizHadas (2014), Amores infieles (2014), Escolma salvaxe. Seis anos de Poesía Salvaxe (2014), Poesía amiga y otros poemigas para Aute (2015), Amour fou. Ebrio desván de amores locos (2015), Cuerp@s. Antología poética (2015), Escritores recónditos (2016), Inmortal amor mortal. De cenizas, la máscara (2017), Manuel María. Libro colectivo de homenaxe (2017), Mediterráneas. Antología de Poesía de autoras del Mediterráneo (2018), Poesia a les caves (2018), Las voces de Ariadna (2018).

## Publicacions[calcitació]

### Gallec
- A ollada de Astarté (2016). Espiral Maior. ISBN 84-96475-45-X.[7]
- Dois corpos nus, despíndose/Dous corpos nus, espíndose (2016). Con Casimiro de Brito. Poética Edições. ISBN 978-989- 99585-3-1. Gallec, portugués.[8]
- O paxaro de nácara (2019). Galaxia. ISBN 978-84-9151-356-8.[9]

### Castellà
- Hola, de dónde eres? Manual de urgencia para navegar en los chats (2003). Ediciones B. Con Andrés Aberasturi. ISBN 978-84-666-1121-3.
- Versos de perra negra (2005). Sial Ediciones. ISBN 978-84-96464-00-1. Prólogo de Luís Eduardo Aute.
- M@res online (2008). Sial Ediciones. ISBN 978-84-96464-95-7. Prólogo de Luís Alberto de Cuenca.
- Alicia en penumbra. Historia de Perra Negra (2018). Ed. de autor. ISBN 978-84-09-02552-7.

### Bilingüe castellà-català
- El amante circunstacial. L'amant circunstacial (2014). Pròleg de Miquel de Com Palol i epíleg d'Albert Tugues. Pigmalión Edypro. ISBN 978-84-15916-39-0.
- Un lobo extraño. Un llop estrany (2017). Playa de Ákaba. ISBN 978-84-947334-7-5.

### Libres col·lectius
- Erato bajo la piel del deseo. Antología de poesía erótica (2010). Sial Ediciones. ISBN 978-84-15014-12-6.
- Las mejores historias de amor (2012). Pygmalión. Coord. Antonino Nieto. De ti y de mi.

## Premis
- Premi “Sal a escena 2009”, convocat pel Ministerio de Igualdad de España, pel guió del curtmetratge "Más asesinadas", dirigit per Mario Pilarte.[10]